# Охорона земель
Охорона земель — це система правових, організаційних, економічних та інших заходів, спрямованих на раціональне використання земель, запобігання необґрунтованому вилученню земель сільськогосподарського і лісогосподарського призначення, захист від шкідливого антропогенного впливу, відтворення і підвищення родючості ґрунтів, підвищення продуктивності земель лісогосподарського призначення, забезпечення особливого режиму використання земель природоохоронного, оздоровчого, рекреаційного та історико-культурного призначення. Особливо гостро питання охорони земель актуалізується в умовах воєнного стану та після деокупації територій, адже величезна шкода завдається саме земельним ділянкам.
Згідно зі статтею 14 Конституції України, земля є основним національним багатством, що перебуває під особливою охороною держави. Право власності на землю гарантується. Це право набувається і реалізується громадянами, юридичними особами та державою виключно відповідно до закону. Земельним кодексом України (Стаття 23) встановлено, що землі, придатні для потреб сільського господарства, повинні надаватися насамперед для сільськогосподарського використання. Статтею 2 Закону України «Про охорону земель» визначено, що об'єктом особливої охорони держави є всі землі в межах території України, а статтею 3 встановлено основні принципи державної політики у сфері охорони земель, а саме:
- забезпечення охорони земель як основного національного багатства Українського народу;
- пріоритет вимог екологічної безпеки у використанні землі як просторового базису, природного ресурсу й основного засобу виробництва;
- відшкодування збитків, заподіяних порушенням законодавства України про охорону земель;
- нормування і планомірне обмеження впливу господарської діяльності на земельні ресурси;
- поєднання заходів економічного стимулювання та юридичної відповідальності в галузі охорони земель;
- публічність у вирішенні питань охорони земель, використанні коштів Державного бюджету України та місцевих бюджетів на охорону земель.[4]

Регулювання в галузі охорони земель здійснюють Верховна Рада України, Верховна Рада Автономної Республіки Крим, Кабінет Міністрів України, Рада міністрів Автономної Республіки Крим, органи місцевого самоврядування, місцеві державні адміністрації, а також спеціально уповноважені центральні органи виконавчої влади в межах повноважень, установлених законом.
Спеціально уповноваженими центральними органами виконавчої влади в галузі охорони земель є:
- центральний орган виконавчої влади, що забезпечує формування державної політики у сфері земельних відносин;
- центральний орган виконавчої влади, що реалізує державну політику у сфері земельних відносин;
- центральний орган виконавчої влади, що забезпечує формування державної політики у сфері охорони навколишнього природного середовища;
- центральний орган виконавчої влади, що реалізує державну політику у сфері охорони навколишнього природного середовища;
- центральний орган виконавчої влади, що реалізує державну політику із забезпечення нагляду (контролю) у сфері охорони навколишнього природного середовища.

Система заходів у галузі охорони земель включає:
- державну комплексну систему спостережень;
- розробку загальнодержавних і регіональних (республіканських) програм використання та охорони земель, документації із землеустрою в галузі охорони земель;[5]
- створення екологічної мережі;
- здійснення природно-сільськогосподарського, еколого-економічного, протиерозійного та інших видів районування (зонування) земель;
- економічне стимулювання впровадження заходів щодо охорони та використання земель і підвищення родючості ґрунтів;
- нормування.

Завданнями охорони земель є забезпечення збереження та відтворення земельних ресурсів, екологічної цінності природних і набутих якостей земель.
1. Охорона земель включає:
  - обґрунтування і забезпечення досягнення раціонального землекористування;
  - захист сільськогосподарських угідь, лісових земель та чагарників від необґрунтованого їх вилучення для інших потреб;
  - захист земель від ерозії, селів, підтоплення, заболочування, вторинного засолення, переосушення, ущільнення, забруднення відходами виробництва, хімічними та радіоактивними речовинами та від інших несприятливих природних і техногенних процесів;
  - збереження природних водно-болотних угідь;
  - попередження погіршення естетичного стану та екологічної ролі антропогенних ландшафтів;
  - консервацію деградованих і малопродуктивних сільськогосподарських угідь.
2. Порядок охорони земель встановлюється законом.

## Виконання робіт з охорони земель
Починаючи з 1986 року по 2002 рік розроблено проекти землеустрою з контурно-меліоративною організацією території на площу близько 11 млн га для 2,5 тис. господарств різних форм господарювання. Запроектовані протиерозійні гідротехнічні споруди було побудовано в дуже незначних обсягах, зокрема: вали, вали-канави — 2624 км, вали-дороги — 1085 км, водоскидні споруди — 286,4 км, протиерозійні ставки 1022 шт., берегоукріплення — 334,7 км. У період з 2002 по 2010 рік було збудовано лише: 56,8 км — валів, валів-канав; 21,7 км — валів-терас; 38,6 км — валів-доріг; 122 водоскидні споруди та 91 протиерозійний ставок. Станом на 1 січня 2011 року загальна площа земель, що потребують консервації, в Україні становила 1,1 млн га, з них 644 тис. га — деградовані, 435,4 тис. га — малопродуктивні й 11,9 тис. га — техногенно забруднені землі. Протягом 2012 року рекультивовано 683,5 га таких земель, з них понад 86 % (589,6 га) становлять сільськогосподарські угіддя. У 2011 році було рекультивовано 571,1 га порушених земель, у 2010 році — 477,9 гектара. Впродовж 2012 року в Україні здійснено консервацію 2,5 тис. га земель, з яких 1,3 тис. га — шляхом залісення та 1,2 тис. га — шляхом залуження також поліпшено 2,1 тис. га малопродуктивних угідь, у 2011 році — 1,9 тис. га та у 2010 році — 3,9 тис. гектарів. Станом на 01.01.2019 року площа земель, що потребують консервації складала 865,4 тис. га, у тому числі: площа деградованих земель — 368,3 тис. га, площа малопродуктивних земель — 463,1 тис. га, площа техногенно забруднених земельних ділянок — 34,0 тис. гектарів. Протягом 2019 року заходи щодо консервації земель не здійснювалися. У стадії консервації перебуває 22,7 тис. га земель. Із загальної площі порушених земель — 143,8 тис. га, протягом 2019 року рекультивовано 73,18 га порушених земель, з них понад 75 % (55,46 га) становлять сільськогосподарські угіддя. Загальна площа земель, що перебувають у стадії рекультивації, становить понад 7 тис. гектарів.
Потребують поліпшення 294,5 тис. га малопродуктивних земель. Протягом 2019 року поліпшено 340,8 га малопродуктивних угідь.

## Концепція загальнодержавної цільової програми використання та охорони земель
Урядом України у січні 2022 року затверджена концепція загальнодержавної цільової програми використання та охорони земель якою встановлено, що ця програма розробляється з метою реалізації державної політики України щодо забезпечення сталого розвитку землекористування, створення екологічно безпечних умов проживання населення і провадження господарської діяльності, захисту земель від виснаження, деградації та забруднення, відтворення та підвищення родючості ґрунтів, збереження функцій ґрунтового покриву, збереження ландшафтного і біологічного різноманіття в умовах ринкового середовища та з урахуванням глобальної зміни клімату.

## Закордонний досвід охорони земель
У країнах Європейського Союзу ефективно функціонує система «доброї сільськогосподарської практики», коли кожен фермер при веденні господарства повинен: — враховувати регіональні природно-кліматичні умови, в тому числі типи ґрунтів, на яких вирощуються культури; — зберігати та покращувати структурний стан ґрунту; — запобігати ущільненню ґрунту шляхом раціонального використання технічних засобів виробництва; — запобігати водній і вітровій ерозії ґрунту; — охороняти та нарощувати біологічні активність ґрунту, наявність у ньому живих організмів; — зберігати та нарощувати вміст гумусу відповідно до визначеного регіонального показника (використання решток і побічної продукції, безвідвальний обробіток тощо.
Фермери у країнах ЄС зацікавлені у дотриманні вимог (принципів) «доброї сільськогосподарської практики», оскільки нині майже не залишилося інших фінансових підтримок, що стимулювали б сталий розвиток аграрного виробництва. Крім того, за додержанням згаданих вимог здійснюється нагляд (контроль), як, до речі, і за використанням земель в інших галузях.
У Німеччині поряд із вимогами дотримання аграріями «доброї сільськогосподарської практики» функціонує ще програма захисту ґрунтів «Cross Compliance», яка тримається на двох основних чинниках:
1. ефективно діючій законодавчо-нормативній базі;
2. сприянні та заохоченні фермерів до ведення еколого-безпечного сільськогосподарського виробництва.

За порушення положень, передбачених програмою «Cross Compliance», фермер отримує зменшену фінансову допомогу на певний відсоток, що коливається від 3 до 81 % залежно від тяжкості та повторюваності порушення. Зазвичай у цій країні нагляд за використанням земельних ресурсів виконують контрольні управління під керівництвом Міністра внутрішніх справ чи Міністра фінансів федеральної землі. Велика Британія характеризується найбільш лібералізованим ринком землі, що призвело до підвищення рентабельності та продуктивності агросектору, розвитку села та стабілізації доходів фермерів. Однак, влада резервує за собою право втручання, якщо йдеться, наприклад, про екологію. Поширеним є економічне, фінансове стимулювання щодо збереження землі у сільськогосподарському використанні. Основним інструментом тут є пільгове оподаткування сільськогосподарських земель порівняно із землями, зайнятими житловою та промисловою забудовою. Вважається, що гектар землі у ринковій економіці завжди принесе менший дохід у сільському господарстві, ніж відданий під житлову забудову чи промислове підприємство. Щоб утримати землю у сільському господарстві, необхідний і певний економічний механізм, зокрема у вигляді відмінностей в оподаткуванні, щоб якось згладжувати цю різницю. Так, наприклад, ферми звільнено у Великій Британії від податку на нерухомість. А з метою економічного стимулювання екологічного землеробства держава сплачує господарствам трансферти.
У Канаді запроваджуються жорсткі умови цільового використання земель, що визначаються з урахуванням зонування території, а також санкції встановлених правилами землекористування. З метою запобігання таким негативним діям з боку землевласників та землекористувачів законодавство в галузі земельної політики проводить такі заходи:
1. накладення зобов'язань в обробці земельних угідь;
2. встановлення жорстких санкцій за неналежне використання земель;
3. встановлення високого коефіцієнта податкової ставки використання землі лише в комерційних цілях;
4. пільгове оподаткування сільськогосподарських земель відповідно до їх зонування;
5. покриття витрат, понесених на розробку та впровадження технологій збереження ґрунтів, реалізацію протиерозійних, меліоративних та інших заходів;
6. землевпорядна діяльність як одна з умов участі в державних програмах з охорони земель та сталого розвитку територій;
7. при вилученні земельних ділянок для цілей, не пов'язаних із виробництвом сільськогосподарської продукції та виведення земель з агровиробництва здійснюється компенсація втрат.